# Алабамска алоза
Alosa alabamae е вид лъчеперка от семейство Селдови (Clupeidae).

## Разпространение
Видът е разпространен в САЩ (Айова, Алабама, Арканзас, Кентъки, Мисисипи, Оклахома, Тенеси и Флорида).